# Euconosia obscuriventris
Euconosia obscuriventris là một loài bướm đêm thuộc phân họ Arctiinae, họ Erebidae.